# اقتصاد دبی

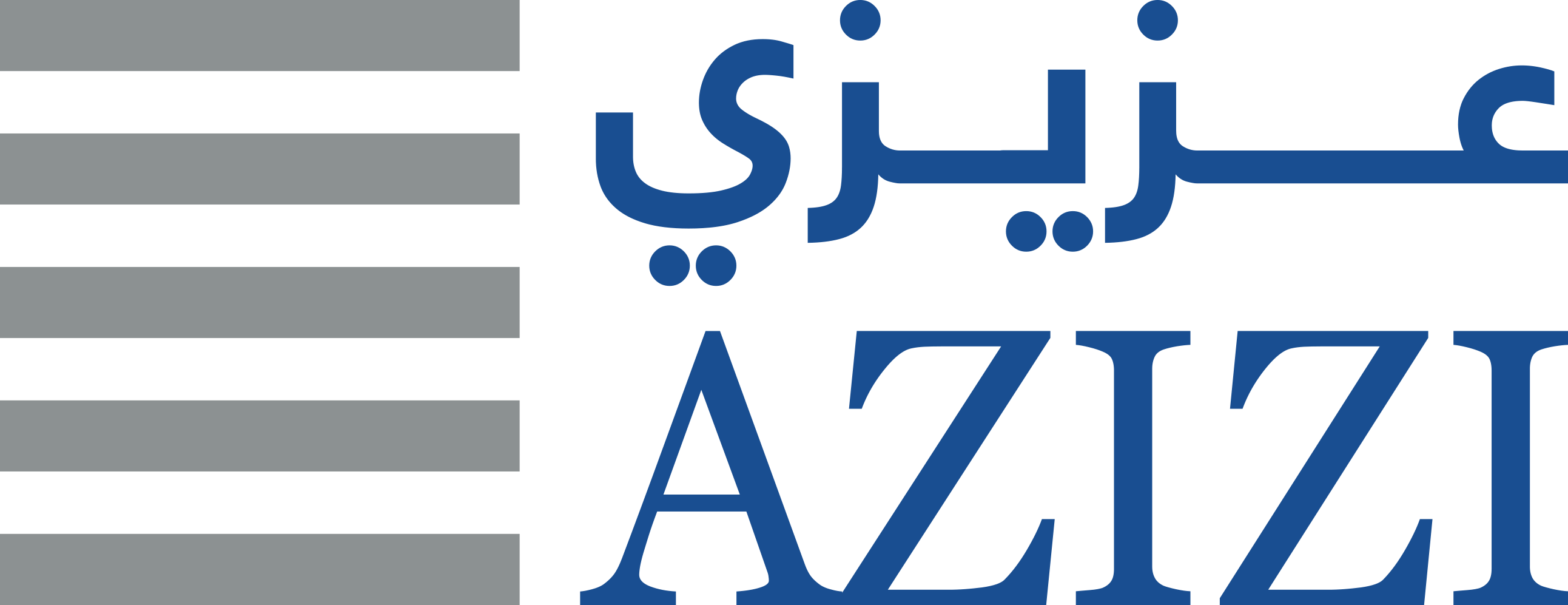
توسعه املاک و مستغلات عزیزی، برنده «توسعه‌دهنده سال» در سال‌های 2016، 2017 و 2018 مجموعه‌ای از پروژه‌ها را در دبی در پالم جمیرا، شهر مراقبت‌های بهداشتی دبی، ریویرا میدان، ویکتوریا میدان و غیره توسعه داد.

اقتصاد دبی نشان دهنده سرانه تولید ناخالص داخلی در سال ۲۰۲۲ معادل ۴۶۶۶۵ دلار آمریکا است. ثانی بن احمد آل زیودی، وزیر دولت در امور تجارت خارجی، اعلام کرد که تجارت غیرنفتی امارات متحده عربی طی ۱۰ سال بالغ بر ۱۶٫۱۴ تریلیون درهم (۴٫۴ تریلیون دلار آمریکا) بوده‌است. تولید ناخالص داخلی امارات متحده عربی از ۴۰۷ میلیارد دلار در سال ۲۰۲۱ به ۴۴۰ میلیارد دلار در سال ۲۰۲۲ و ۴۶۷ میلیارد دلار در سال ۲۰۲۳ افزایش یافت. به‌طور مشابه، تولید ناخالص داخلی سرانه نیز از ۴۳۸۶۸ دلار در سال ۲۰۲۱ به ۴۶۶۶۵ دلار در سال ۲۰۲۲ و ۴۸۲۲۲ دلار افزایش خواهد یافت.
اینترنشنال هرالد تریبیون اقتصاد دوبی را به عنوان «سرمایه‌داری بازار آزاد با برنامه‌ریزی متمرکز» توصیف کرد. تولید نفت که زمانی ۵۰ درصد از تولید ناخالص داخلی دبی را تشکیل می‌داد، امروز کمتر از ۱ درصد است. در سال ۲۰۱۸، تجارت عمده و خرده فروشی ۲۶ درصد از کل تولید ناخالص داخلی را تشکیل می‌داد. همچنین حمل و نقل و تدارکات، ۱۲٪، فعالیت‌های بانکی، بیمه و بازار سرمایه، ۱۰ درصد؛ تولید، ۹٪، املاک و مستغلات ۷٪، ساخت و ساز، ۶٪، و گردشگری، ۵٪.
دبی به بندر مهمی برای تولیدکنندگان غربی تبدیل شده‌است. اکثر مراکز بانکی و مالی شهر جدید در منطقه بندر مستقر بودند. دبی در دهه‌های ۱۹۷۰ و ۱۹۸۰ اهمیت خود را به عنوان یک مسیر تجاری حفظ کرد. شهر دبی تجارت آزاد طلا دارد و تا دهه ۱۹۹۰ مرکز «قاچاق سریع» شمش طلا به هند بود، جایی که واردات طلا محدود بود.
امروزه دبی با ساخت هتل و توسعه املاک و مستغلات اقتصاد خود را بر گردشگری متمرکز کرده‌است. بندر جبل علی، که در دهه ۱۹۷۰ ساخته شد، دارای بزرگ‌ترین بندر ساخته شده توسط انسان در جهان است، اما همچنین به‌طور فزاینده ای به عنوان قطبی برای صنایع خدماتی مانند فناوری اطلاعات و امور مالی، با مرکز مالی بین‌المللی جدید دبی (DIFC) در حال توسعه است. هواپیمایی امارات در سال ۱۹۸۵ توسط دولت تأسیس شد و هنوز هم دولتی است. مستقر در فرودگاه بین‌المللی دبی، بیش از ۴۹٫۷ میلیون مسافر را در سال ۲۰۱۵ حمل کرد.
به گفته مشاوران هیلی، دبی دروازه تجاری برتر برای خاورمیانه و آفریقا است. دولت مناطق آزاد مخصوص صنعت را در سراسر شهر ایجاد کرده‌است به این امید که املاک دبی را تقویت کند. شهر اینترنتی دبی، که اکنون با دبی مدیا سیتی به عنوان بخشی از TECOM (سازمان فناوری، تجارت الکترونیک و منطقه آزاد رسانه دبی) ترکیب شده‌است، یکی از این مراکز است که اعضای آن شامل شرکت‌های فناوری اطلاعات مانند EMC Corporation, Oracle Corporation, Microsoft, Sage Software و IBM هستند. و سازمان‌های رسانه ای مانند ام بی سی، سی‌ان‌ان، رویترز و AP. دهکده دانش دبی (KV)، یک مرکز آموزشی، همچنین برای تکمیل دو خوشه دیگر منطقه آزاد، شهر اینترنتی دبی و شهر رسانه ای دبی، با ارائه امکانات برای آموزش کارکنان دانش آینده خوشه‌ها راه اندازی شده‌است. منطقه برون سپاری دبی برای شرکت‌هایی است که در فعالیت‌های برون سپاری فعالیت دارند می‌توانند دفاتر خود را با امتیازاتی که توسط دولت دبی ارائه می‌شود راه اندازی کنند. دسترسی به اینترنت در اکثر مناطق دبی با یک سرور پروکسی که سایت‌هایی را که برخلاف ارزش‌های فرهنگی و مذهبی امارات متحده عربی تلقی می‌شوند فیلتر می‌کند، محدود شده‌است.
در طول بحران مالی ۲۰۰۸–۲۰۰۹، دبی در شرف نکول بود و بنابراین، مجبور به کوچک سازی و بازسازی نهادهای دولتی آسیب دیده بود. صندوق بین‌المللی پول (IMF) در سال ۲۰۱۹ اعلام کرد که بدهی دبی از ۱۰۰ درصد تولید ناخالص داخلی آن فراتر رفته‌است. ابوظبی یک وام کمک مالی ۲۰ میلیارد دلاری به دبی برای نجات آن داد.